# Arrade pychnomochla
Arrade pychnomochla är en fjärilsart som beskrevs av Fletcher 1957. Arrade pychnomochla ingår i släktet Arrade och familjen nattflyn. Inga underarter finns listade i Catalogue of Life.